# Премия Пойи (SIAM)
Премия Пойи (англ. George Pólya Prize) — награда Общества промышленной и прикладной математики, учреждённая в 1969 году. Вручалась в 1971—1992 годах раз в 4 года за достижения в области комбинаторики, с 1996 года — вручалась поочерёдно раз в два года за достижения в области комбинаторики и за достижения в других областях математики, которыми занимался Дьёрдь Пойа. В 2015 году была разделена на две премии: по комбинаторике и математике. Награда состоит из медали и премии в 20 тысяч долларов США, которая делится на всех лауреатов.
Награждения:
- 1971: Рональд Грэм, Клаус Лееб[нем.], Брюс Ли Ротшильд[англ.], Альфред Хейлс[англ.], Роберт Джюет[нем.]
- 1975: Ричард Стэнли[нем.], Эндре Семереди, Ричард Уилсон[нем.]
- 1979: Ласло Ловас
- 1983: Андерс Бьёрнер[англ.], Пол Сеймур
- 1987: Эндрю Яо
- 1992: Гиль Калай[англ.], Сахарон Шелах

По математике:
- 1994: Григорий Чудновский, Гарри Кестен[англ.]
- 1998: Перси Дейфт[англ.], Синь Жу[англ.], Питер Сарнак
- 2002: Крейг Трейси[англ.], Харольд Уидом[2]
- 2006: Грегори Лоулер[англ.], Одед Шрамм, Венделин Вернер
- 2010: Эммануэль Кандес[фр.], Тао, Теренс
- 2014: Адам Маркус, Дэниэл Спилмен, Нихил Шривастава[англ.][3][4]
- 2018: не вручалась

По комбинаторике:
- 1996: Джефф Кан[англ.], Давид Реймер[нем.]
- 2000: Нога Алон
- 2004: Нейл Робертсон[англ.], Пол Сеймур[5]
- 2008: Ву Ха Ван
- 2012: Войцех Рёдль[англ.], Матиас Шахт[англ.]
- 2016: Йозеф Балох[нем.], Роберт Моррис[нем.], Войцех Самотий[пол.], Дэвид Сэкстон, Эндрю Томасон

George Pólya Prize for Mathematical Exposition:
- 2015: Gerhard Wanner (Mathematiker)[нем.]
- 2017: Lloyd Nicholas Trefethen[нем.]
- 2019: Строгац, Стивен[6]